# RT Aurigae
Désignations
RT Aurigae (abrégé en RT Aur), également désignée 48 Aurigae, est une étoile variable supergéante jaune de la constellation du Cocher, située à environ 473 pc (∼1 540 al) de la Terre.
RT Aurigae est une variable céphéide classique de type F à G dont la luminosité varie entre les magnitudes +5,00 à +5,82 sur une période de 3,73 jours. Sa variabilité fut découverte en 1905. Elle fut rapidement identifiée comme un membre de la classe des variables céphéides, mais leur nature n'était pas comprise à l'époque. Des variations de vitesse radiale furent identifiées correspondant aux variations de luminosité, mais l'idée qu'elles étaient provoquées par des pulsations stellaires et des variations de température était largement dénigrée en faveur de déplacements orbitaux d'une étoile binaire. Des observations plus précises prouvèrent finalement sans aucun doute que les variations de luminosité étaient dues à des pulsations dans les atmosphères des étoiles, les étoiles étant plus petites et plus chaudes au voisinage du maximum de luminosité.
On a soupçonné RT Aurigae d'être un système binaire spectroscopique, mais cela reste à confirmer,. Toutefois en 2013, l'interféromètre optique CHARA a permis de mettre en évidence la présence d'un possible compagnon. Celui-ci serait 6,7 magnitudes plus faible que la supergéante primaire, plus froid et plus faible qu'une étoile de la séquence principale de type F0. Les deux étoiles sont séparées de 2,1 millisecondes d'arc.